# Colin McRae
Colin Steele McRae (1968. augusztus 5. – 2007. szeptember 15.) skót raliversenyző. 1995 ralivilágbajnoka. Apja, Jimmy Mcrae brit ralibajnok. 1995-ben rali-világbajnok, 1996-ban, 1997-ben és 2001-ben világbajnoki második. 2007-ben helikopter-balesetben életét vesztette.

## Élete
Colin McRae-nek két gyereke – Hollie és Johnny – született a feleségétől, Alisontól.1995-ben Monacóba költözött, részben a David Coultharddal való jó barátsága miatt. Ennek ellenére, ahogy nőttek a gyermekei, egyre több időt töltött otthonában Lanarkshire-ben, beletörődve, hogy a Skóciában az adó mértéke nagyobb, mint Monacóban. A család túlélő tagjai a 17. századi építésű Jerviswood-házban laknak.

## Pályafutása
Colin McRae motorsport karrierjét trial motorozással kezdte, bár már akkor jobban érdekelték a négykerekű járművek a motoroknál. Tizenhat évesen, a Coltness Autóklubon keresztül McRae autókat tesztelt, így hamarosan elcserélte a motorját egy Mini Cooperre és versenyezni kezdett. Egy évvel később tárgyalni kezdett egy másik klubtaggal, hogy használhassa a Hillman Avengerét a Kames Ralin, egy egyszakaszos versenyen nem messze McRae otthonától. A skót csak tizennegyedik lett, első a géposztályában annak ellenére, hogy a futam folyamán főként előkelőbb pozíciókban versenyzett.
1986-ban debütált a Skót Ralibajnokságban egy Talbot Sunbeammel és hamarosan nagy hírnévre tett szert sebességével és izgalmas vezetési stílusával, amely rengeteg hasonlóságot mutatott a finn exvilágbajnok Ari Vatanenével, aki McRae példaképe volt. Hamarosan egy Vauxhall Nova volánjánál ült, majd egy Ford Sierra XR 4x4-esénél. A rali világbajnokság mezőnyében 1987-ben Svédországban mutatkozott be a Novájával, majd két év múlva a Sierrát vezetve tizenötödik lett az összetettben. A következő évben ötödik lett az Új-Zéland Ralin egy hátsókerék hajtású Sierra Cosworth-szel. 1991-ben csatlakozott a Prodrive David Richards vezette Subaru csapatához a Brit Ralibajnokságban. McRae brit bajnok lett 1991-ben és 1992-ben, így hamarosan bemutatkozott a Subaru gyári csapatában a rali-világbajnokságon.

### Rali-világbajnokság

#### 1993-1998: Subaru

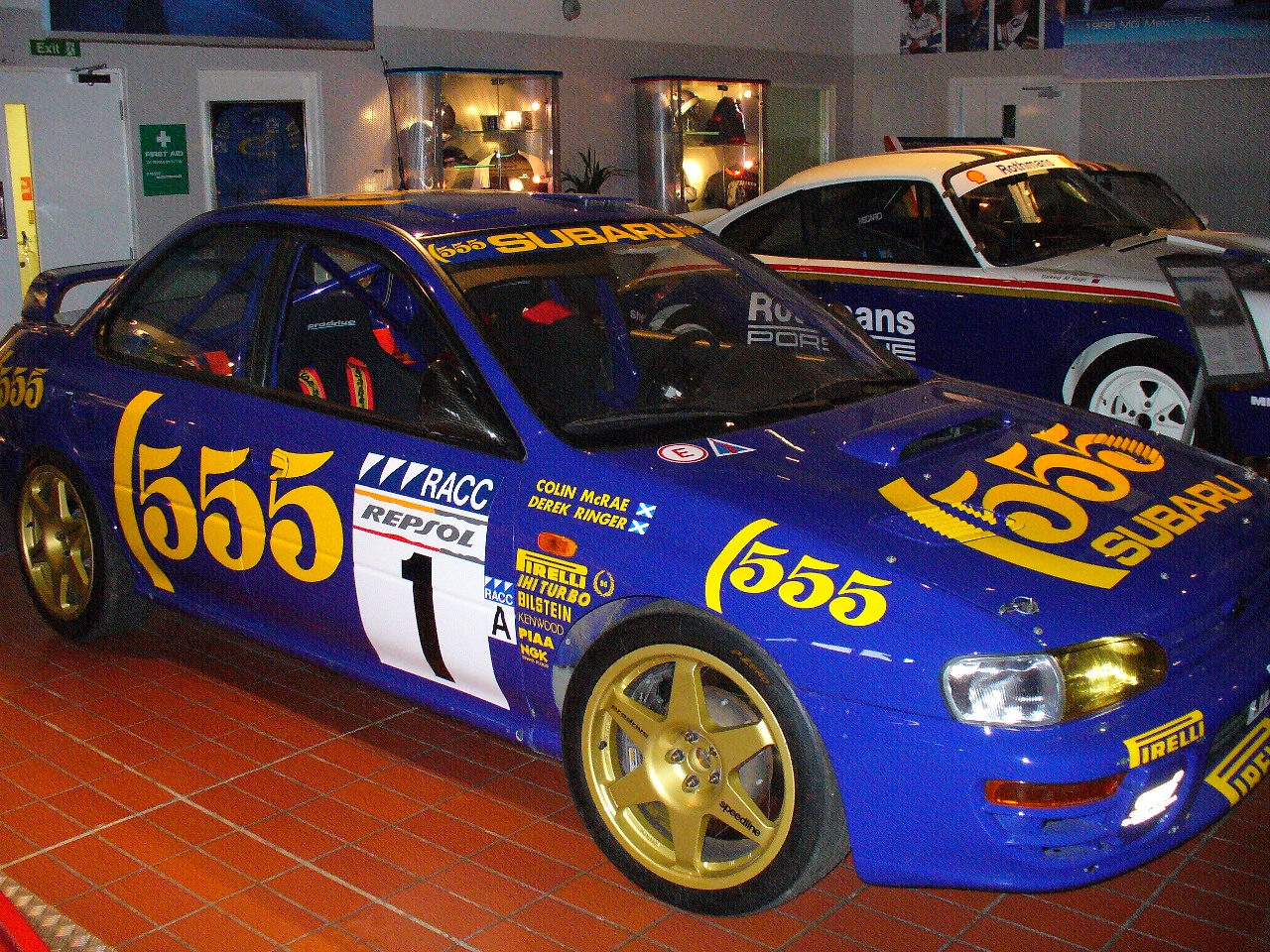
Az egyik Subaru Impreza, amivel McRae az 1996-os világbajnokságot teljesítette

McRae 1993-as előrelépésénél kezdetben egy Prodrive által épített A csoportos Subaru Legacyt vezetett a finn Hannu Mikkola és Markku Alén mellett. Így nyerte meg ebben az évben az első raliját, az Új-Zéland-ralit. Szintén ez volt az első győzelme a nemrégiben újonnan alakult Subaru World Rally Teamnek röviddel azelőtt, hogy a visszavont Legacyt az új Subaru Impreza 555-re cseréljék. Ahogy a Toyota európai csapatával versengtek, nőtt a fiatal Subaru gyár szerencséje annak köszönhetően, hogy az előbbi csapatot kizárták az 1995-ös Katalunya Raliról. A japán csapat szabálytalan turbófeltöltőt használt. Fortuna McRae-t  egészen az 1995-ös rali-világbajnokság megnyeréséig segítette, amikor is a szezonzáró Nagy-Britannia Ralin egyenes küzdelemben győzte le a kétszeres világbajnok csapattársát, Carlos Sainzot. Habár az elkövetkező években sok egyéni ralit nyert meg, beleértve az egyre inkább specializálódó Akropolisz-ralit, Szafari ralit és a Korzika-ralit, McRae 1996-ban és 1997-ben is a második helyre szorult, mindkét alkalommal a finn Mitsubishi Ralliartos Tommi Mäkinen mögé. Ennek ellenére három egymást követő konstruktőri bajnoki címhez segítette ez idő alatt csapatát. Az ott töltött utolsó évében, 1998-ban három további ralit nyert meg – többek között a Kanári-szigeteki Bajnokok Tornáját – ezzel világbajnoki harmadik helyezést érve el.
A ralitörténelem egyik legnagyobb alakját vesztette el 2007-ben. A sors fintora, hogy hihetetlen baleseteket élt túl, és saját helikoptere végzett vele.

#### 1999-2002: Ford

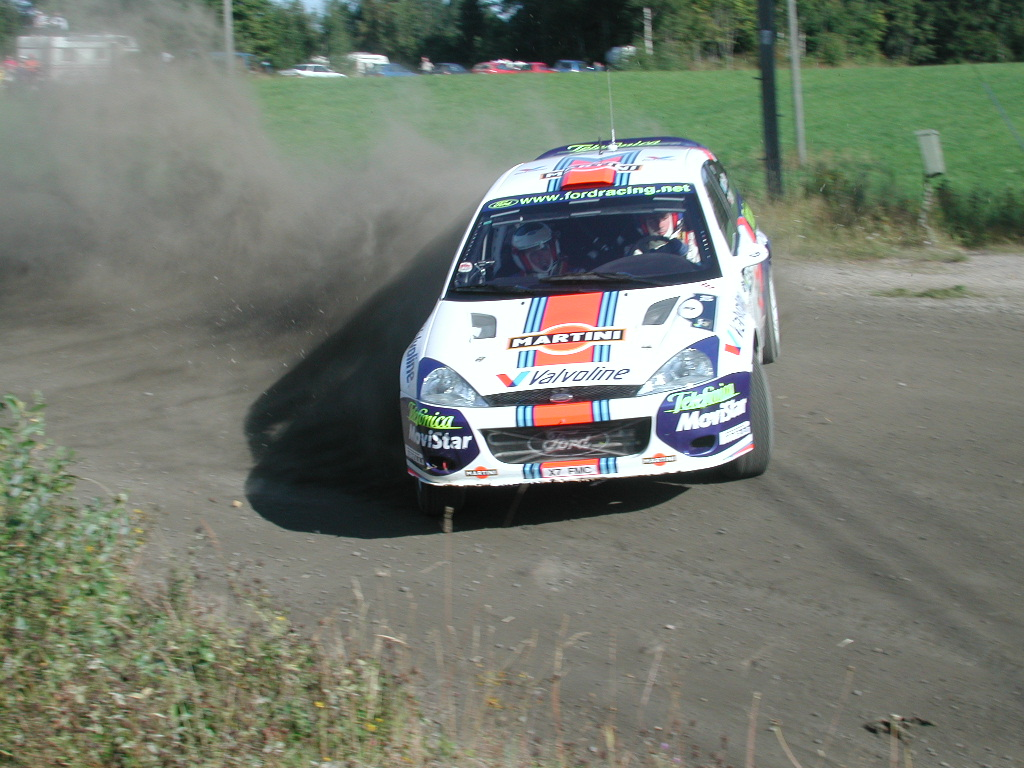
McRae egy Ford Focus WRC-ben a 2001-es Finn ralin

A változó siker több éve után McRae átigazolt az M-Sport Ford csapathoz, az 1999-es évadban, egy Ford Focus WRC-t terelgethetett a pályákon. Mcrae két év alatt keresett hatmillió fontot, a Fordnál, ezzel ő lett a legjobban fizetett pilóta a világbajnokságon. Ezt azonnal két győzelemmel honorálta a Safari ralin, és a Portugál ralin. 2000-ben az abszolút 4. helyet szerezte meg a világbajnokságon. Ez a fellendülés azt eredményezte, hogy megújította még két évre a Forddal kötött szerződését.

## Halála
A 39 éves Colin McRae-nek volt pilóta engedélye, és gyakran vezette saját helikopterét. 2007. szeptember 15-én hazafelé tartott 5 éves fiával az Everton-Manchester United angol bajnoki mérkőzésről, amikor délután 4 óra 10 perckor lezuhant egy mérföldre a Lanarkban levő házától. A gépen négyen tartózkodtak, mindannyian szörnyethaltak. McRae és gyermeke, Johnny Gavin mellett még egy felnőtt és egy kiskorú, a 37 éves Graeme Duncan és a hatesztendős Ben Porcelli utazott a gépen.

## Colin McRae Rally
A Colin McRae Rally egy videójáték-sorozat, amelyet Colin McRae nevével adtak ki és megjelenésekor az egyik legmeghatározóbb ralijátékká vált.